# René Dorand
René Dorand, né le 21 mai 1898 à Avignon, Vaucluse, et mort le 30 décembre 1981 à Paris, est un ingénieur français du domaine aéronautique, pionnier de l’hélicoptère.

## Biographie
Il est influencé par les aviateurs Émile Dorand et Louis Charles Breguet. Il est diplômé de l'École centrale Paris en 1921 puis de Supélec en 1922.